# Amauromyza lucens
Amauromyza lucens är en tvåvingeart som beskrevs av Spencer 1981. Amauromyza lucens ingår i släktet Amauromyza och familjen minerarflugor.
Artens utbredningsområde är Kalifornien. Inga underarter finns listade i Catalogue of Life.